# رئوس مطالب برزیل
طرح زیر به عنوان یک مرور کلی و راهنمای موضوعی برای برزیل ارائه شده‌است:
برزیل – بزرگ‌ترین کشور هم در آمریکای جنوبی و هم در منطقه آمریکای لاتین. است این کشور از نظر مساحت جغرافیایی، ۸٫۵ میلیون کیلومتر مربع و از نظر جمعیت با بیش از ۲۱۳ میلیون نفر هفتمین کشور پرجمعیت جهان است. برزیل بزرگ‌ترین پرتغالی‌زبان در جهان و تنها کشور در قاره آمریکا است.

## مرجع عمومی
- تلفظ: ‎/brəˈzɪl/‎
  - پرتغالی:[bɾaˈziw]
- نام کشور مشترک: برزیل

یک نقشه اساسی قابل بزرگ کردن از برزیل

- نام رسمی کشور: جمهوری فدراسیون برزیل
- متداول: برزیل
- نام رسمی: República Federativa do Brasil
- الحاقی و فرمی: برزیلی
- ریشه‌شناسی: نام برزیل
- رتبه‌بندی بین‌المللی برزیل
- کدهای ISO کشور: BR , BRA، ۰۷۶
- کد منطقه ایزو: به ISO 3166-2: BR مراجعه کنید
- دامنه سطح بالا کد کشور در اینترنت: .br

## جغرافیای برزیل
جغرافیای برزیل

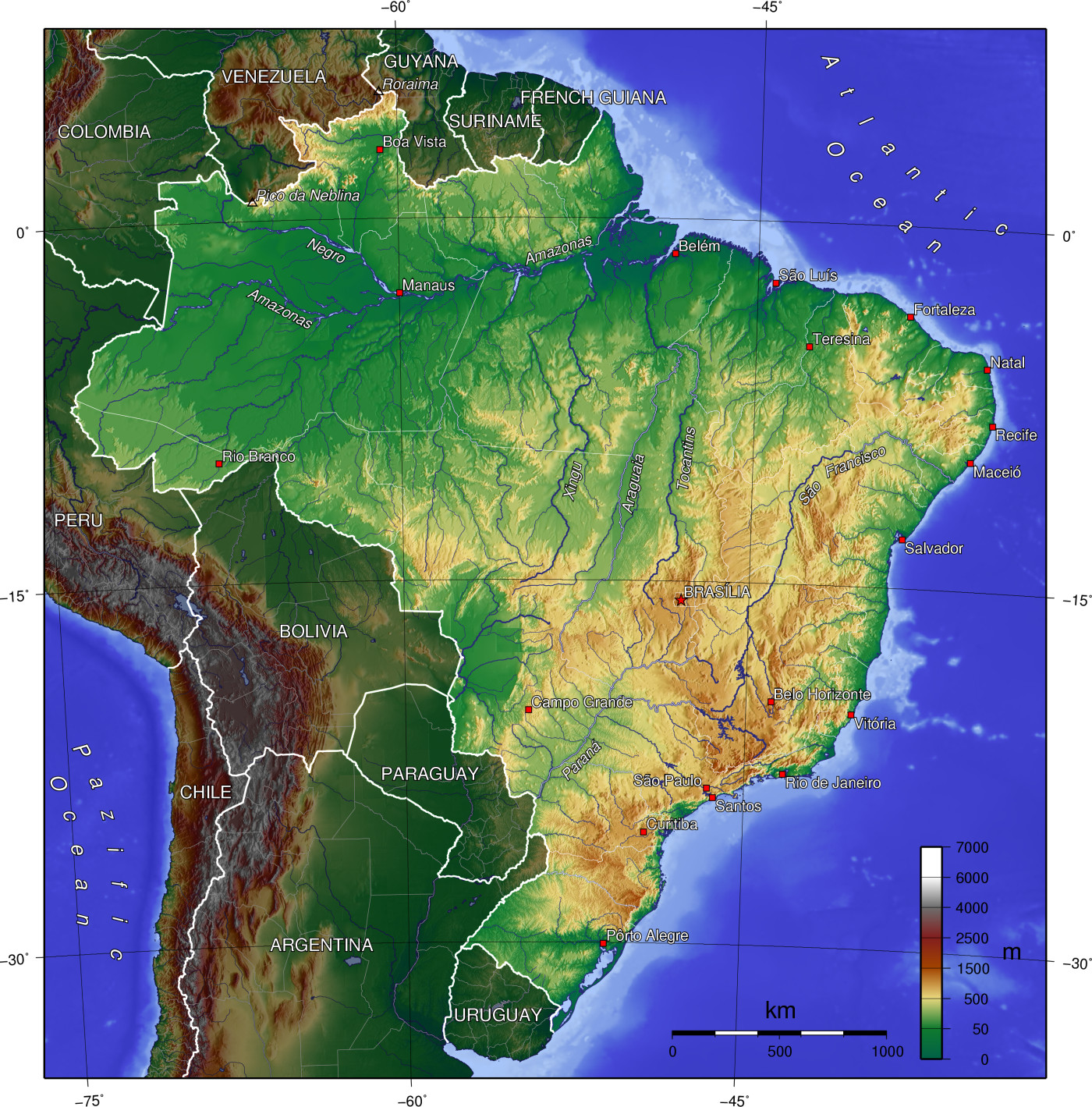
نقشه توپوگرافی قابل افزایش از برزیل

- برزیل: کشورهای دارای تنوع زیستی فراوان دولت ملی
- موقعیت:
  - نیم‌کره غربی، روی استوا
    - آمریکای جنوبی
      - آمریکای لاتین

  - منطقه زمانی:
    - یوتی‌سی ۲:۰۰-: فرناندو دی نورونیا، ترینداد و مارتین واز، آب‌سنگ حلقوی روکاس، مجمع‌الجزایر سنت پیتر و سنت پاول
    - یوتی‌سی ۳:۰۰-: آلاگواس، آماپا، باهیا، سئارا، ناحیه فدرال (برزیل), اسپیریتو سانتو، گوییاس، مارانیائو، میناز ژرایس، پارا، پارائیبا، پارانا (ایالت), پرنامبوکو، پیاوی، ریو دو ژانیرو (ایالت), ریو گرانده شمالی، ریو گرانده جنوبی، سانتا کاتارینا، ایالت سائو پائولو، سرژیپه، توکانتینس
    - یوتی‌سی ۴:۰۰-: آمازوناس (برزیل), ماتو گروسو، ماتوگروسو جنوبی، روندونیا، رورایما
    - یوتی‌سی ۵:۰۰-: اکری
    - بالاترین نقطه: پیکو دا نبلینا ۲٬۹۹۴ متر (۹٬۸۲۳ فوت)
    - پایین‌ترین: اقیانوس اطلس ۰ متر

  - همسایگان هم‌مرز: ۱۶٬۸۸۵ کیلومتر

 بولیوی 3,423 کیلومتر
 پرو 2,995 کیلومتر
 ونزوئلا 2,200 کیلومتر
 کلمبیا 1,644 کیلومتر
 گویان 1,606 کیلومتر
 پاراگوئه 1,365 کیلومتر
 آرژانتین 1,261 کیلومتر
 اروگوئه 1,068 کیلومتر
 گویان فرانسه 730 کیلومتر
 سورینام 593 کیلومتر
- خط ساحلی: ۷٬۴۹۱ کیلومتر

- مردم برزیل: ۲۰۷٬۳۵۰٬۰۰0(2017) - فهرست کشورها بر پایه جمعیت
  - جمعیت برزیل: ۲۰۷٬۳۵۰٬۰۰۰ (۲۰۱۷) - پنجمین کشور پرجمعیت
  - مساحت برزیل: ۸٬۵۱۴٬۸۷۷ کیلومتر مربع (۳٬۲۸۷٬۶۱۲ مایل مربع) - پنجمین کشور بزرگ
- اطلس برزیل

### محیط برزیل

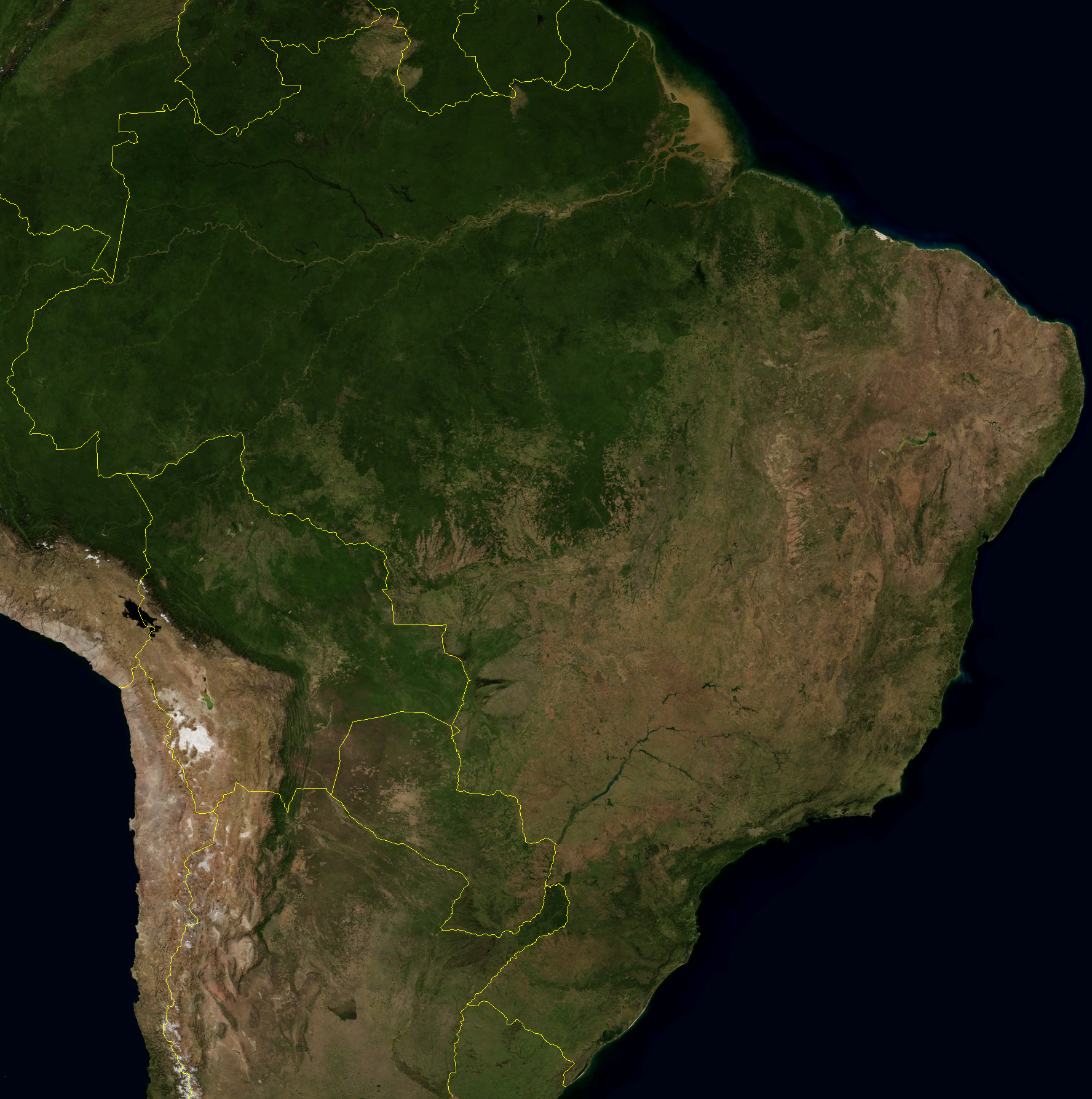
یک تصویر ماهواره ای قابل بزرگ شدن از برزیل

محیط زیست برزیل
- آب و هوای برزیل
- مناطق طبیعی در برزیل
- مسائل زیست‌محیطی در برزیل
- مناطق حفاظت شده برزیل
- ذخایر زیست کره در برزیل
- انرژی‌های تجدید پذیر در برزیل
- حیات وحش برزیل
  - فلور برزیل
    - فلور در معرض خطر برزیل

  - جانوران برزیل
    - پرندگان برزیل
    - پستانداران برزیل

#### ویژگی‌های جغرافیایی طبیعی
- جزایر برزیل
- دریاچه‌های برزیل
- کوه‌های برزیل
  - آتشفشان‌ها در برزیل
- رودخانه‌های برزیل
  - آبشارهای برزیل
- فهرست میراث جهانی یونسکو در برزیل

### مناطق
منطقه‌های برزیل

#### مناطق آماری
- منطقه شمال
- منطقه شمال شرقی
- منطقه غرب غربی
- منطقه جنوب شرقی
- منطقه جنوبی

#### مناطق بومی
لیست مناطق بومی برزیل

##### ایالت‌های برزیل
ایالت‌های برزیل

##### شهرداری‌ها
شهرداری‌های برزیل
- پایتخت برزیل: برازیلیا
- فهرست شهرهای برزیل

### جمعیت‌شناسی
جمعیت‌شناسی برزیل برای اطلاعات جمعیتی، به نمودار ارائه شده در بخش " ایالت‌های برزیل "، در بالا مراجعه کنید.

## دولت و سیاست
سیاست برزیل
- شکلی از حکومت: فدرال ریاست جمهوری دموکراتیک نماینده جمهوری
- پایتخت برزیل: برازیلیا
- انتخابات در برزیل
- احزاب سیاسی در برزیل

### شاخه‌های دولت
دولت برزیل

#### شاخه اجرایی
- رئیس دولت و رئیس دولت: رئیس‌جمهور برزیل
- کابینه برزیل

#### شاخه قانونگذاری
- کنگره ملی برزیل (دو مجلس)
  - مجلس بالا: سنا برزیل
  - مجلس سفلا: مجلس نمایندگان برزیل

#### شاخه قضایی
سیستم دادگاه برزیل

##### دادگستری در سطح ایالت
- دادگاه‌های بدوی
- دادگاه‌های دادگستری برزیل

##### شعبه قضایی در سطح فدرال
دادگاه‌های فدرال برزیل
- دادگاه عالی فدرال

###### دادگاه‌های عالی
- دادگاه عالی دادگستری
- دادگاه عالی کار
- دادگاه عالی انتخابات

###### دادگاه‌های بدوی
- دادگاه‌های منطقه ای کار
- دادگاه‌های انتخاباتی منطقه ای
- دادگاه‌های منطقه ای فدرال

- دادگاه‌های کار برزیل
- دادگاه‌های انتخاباتی برزیل
- دادگاه‌های فدرال برزیل
- دادگاه‌های نظامی برزیل

### روابط خارجی
روابط خارجی برزیل
- فهرست سفارت‌ها در برزیل

#### عضویت در سازمان بین‌المللی
جمهوری فدراسیون برزیل عضو این سازمان‌ها است:
| - اتحادیه لاتین - جامعه کشورهای پرتغالی‌زبان (CPLP) - آژانس بین‌المللی انرژی اتمی (IAEA) - آژانس چندجانبه تضمین سرمایه‌گذاری (MIGA) - آنکتاد (UNCTAD) - اتاق بازرگانی بین‌المللی (ICC) - اتحادیه بین‌المجالس (IPU) - اتحادیه بین‌المللی مخابرات (ITU) - اتحادیه جهانی پست (UPU) - اتحادیه کشورهای آمریکای جنوبی (UNASUR) - انجمن ادغام آمریکای لاتین (LAIA) - انجمن توسعه بین‌الملل (IDA) - اوپانال (OPANAL) - بازار مشترک کشورهای آمریکای جنوبی (Mercosur) - بانک بین‌المللی بازسازی و توسعه (IBRD) - بانک تسویه حساب‌های بین‌المللی (BIS) - پلیس بین‌الملل (Interpol) - جامعه آند (CAN) (associate) - جنبش عدم تعهد (NAM) (observer) - دیوان دائمی داوری (PCA) - دیوان کیفری بین‌المللی (ICCt) - سازمان آب‌نگاری بین‌المللی (IHO) - سازمان بین‌المللی ارتباطات ماهواره‌ای (ITSO) - سازمان بین‌المللی استانداردسازی (ISO) - سازمان بین‌المللی دریانوردی (IMO) - سازمان بین‌المللی کار (ILO) - سازمان بین‌المللی ماهواره‌های تلفنی (IMSO) - سازمان بین‌المللی مهاجرت (IOM) - سازمان بین‌المللی هوانوردی غیرنظامی (ICAO) - سازمان تجارت جهانی (WTO) - سازمان توسعه صنعتی ملل متحد (UNIDO) - سازمان جهانی بهداشت (WHO) - سازمان جهانی گردشگری (UNWTO) - سازمان جهانی گمرک (WCO) - سازمان جهانی مالکیت فکری (WIPO) - سازمان جهانی هواشناسی (WMO) - سازمان کشورهای آمریکایی (OAS) - سازمان ملل متحد (UN) - سازمان منع سلاح‌های شیمیایی (OPCW) - صندوق بین‌المللی پول (IMF) - صندوق بین‌المللی توسعه کشاورزی (IFAD) - فائو (FAO) - فدراسیون بین‌المللی جمعیت‌های هلال احمر و صلیب سرخ (IFRCS) - کمیته بین‌المللی المپیک (IOC) - کمیساریای عالی سازمان ملل متحد برای پناهندگان (UNHCR) - گروه پانزده (G15) - گروه ۲۰ (G20) - گروه ۲۴ (G24) - گروه ۷۷ (G77) - مؤسسه مالی بین‌المللی (IFC) - نظام همگرایی آمریکای مرکزی (SICA) (observer) - نهضت بین‌المللی صلیب سرخ و هلال احمر (ICRM) - یونسکو (UNESCO) |

### نظم و قانون
قانون برزیل
- مجازات اعدام در برزیل
- قانون اساسی برزیل
- جنایت در برزیل
- حقوق بشر در برزیل
  - حقوق دگرباشان در برزیل
  - آزادی دین در برزیل
- اجرای قانون در برزیل

### نیروهای مسلح
نیروهای مسلح برزیل
- فرماندهان
  - فرمانده کل قوا: رئیس‌جمهور برزیل، ژائیر بولسونارو
    - وزارت دفاع برزیل
- نیروها
  - ارتش برزیل
  - نیروی دریایی برزیل
  - نیروی هوایی برزیل
- تاریخچه نظامی برزیل
- درجات نظامی برزیل

## تاریخ برزیل
- استعمار برزیل
- پادشاهی برزیل
- پادشاهی متحد پرتغال، برزیل و آلگاروز
- امپراتوری برزیل
- جمهوری اول برزیل
- عصر وارگاس
- جمهوری دوم برزیل
- دیکتاتوری نظامی برزیل
- تاریخ اقتصادی برزیل
- تاریخچه نظامی برزیل

## فرهنگ
فرهنگ در برزیل
- معماری برزیل
  - مدارس معماری در برزیل
- غذاهای برزیل
- زبانهای برزیل
- نمادهای ملی برزیل
  - نشان ملی برزیل
  - پرچم برزیل
  - سرود ملی برزیل
- مردم برزیل
  - برزیلی‌های اتریشی
  - برزیلی‌های انگلیسی
  - برزیلی‌های آلمان
  - برزیلی‌های سوئیسی
- تن‌فروشی در برزیل
- تعطیلات رسمی در برزیل
- دین در برزیل
  - آیین بودا در برزیل
  - مسیحیت در برزیل
  - آیین هندو در برزیل
  - اسلام در برزیل
  - یهودیت در برزیل
- میراث جهانی در برزیل

### هنر
- هنر برزیل
- سینمای برزیل
- ادبیات برزیل
- موسیقی برزیل
- تلویزیون در برزیل

### ورزش
ورزش در برزیل
- فوتبال در برزیل
- برزیل در بازی‌های المپیک

## اقتصاد و زیرساخت‌ها
اقتصاد برزیل
- رتبه اقتصادی، بر اساس تولید ناخالص داخلی اسمی (۲۰۱۶): نهم (نهم)
- کشاورزی در برزیل
- بانکداری در برزیل
  - بانکو دو برزیل
- ارتباطات در برزیل
  - اینترنت در برزیل
    - مرکز اطلاعات شبکه آمریکای لاتین و کارائیب
- شرکتهای برزیل
- واحد پول برزیل: رئال برزیل
  - ISO 4217: BRL
- تاریخ اقتصادی برزیل
- انرژی در برزیل
  - سیاست انرژی برزیل
- مراقبت‌های بهداشتی در برزیل
- صنعت در برزیل
- استخراج معادن در برزیل
- بورس سهام سائو پائولو
- جهانگردی در برزیل
- حمل و نقل در برزیل
  - فهرست فرودگاه‌های برزیل
  - حمل و نقل ریلی در برزیل
- تأمین آب و سرویس بهداشتی در برزیل

## آموزش
آموزش در برزیل

## بهداشت
بهداشت در برزیل